# Caravanche
Le Caravanche (in tedesco Karawanken, in sloveno Karavanke) sono una catena montuosa delle Alpi Sud-orientali (Alpi di Carinzia e di Slovenia), situata al confine tra Austria (Carinzia) e Slovenia (Alta Carniola), interessando in minima parte anche l'Italia (Friuli-Venezia Giulia): con una lunghezza totale di circa 120 km costituiscono una catena montuosa di particolare rilievo nell'insieme delle Alpi, raggiungendo l'altitudine massima con la cima dell'Hochstuhl.

## Descrizione
Suddivise in Caravanche Settentrionali, Caravanche Occidentali e Caravanche Orientali, formano un confine naturale tra Austria e Slovenia con molti valichi montani che collegano i due paesi, uno di questi, il passo di Loibl a 1370 m d'altezza: il versante austriaco è più roccioso e ripido, mentre l'altro è coperto da foreste e prati; molte vette offrono un'ottima vista del bacino di Klagenfurt come pure delle valli sul versante sloveno; attualmente (2009), due tunnel, uno stradale e l'altro ferroviario, valicano questa catena montuosa collegando i due stati tra Villaco, Austria, e Jesenice, Slovenia; offrono inoltre buone possibilità per escursioni, presentando numerose baite. 

## Classificazione

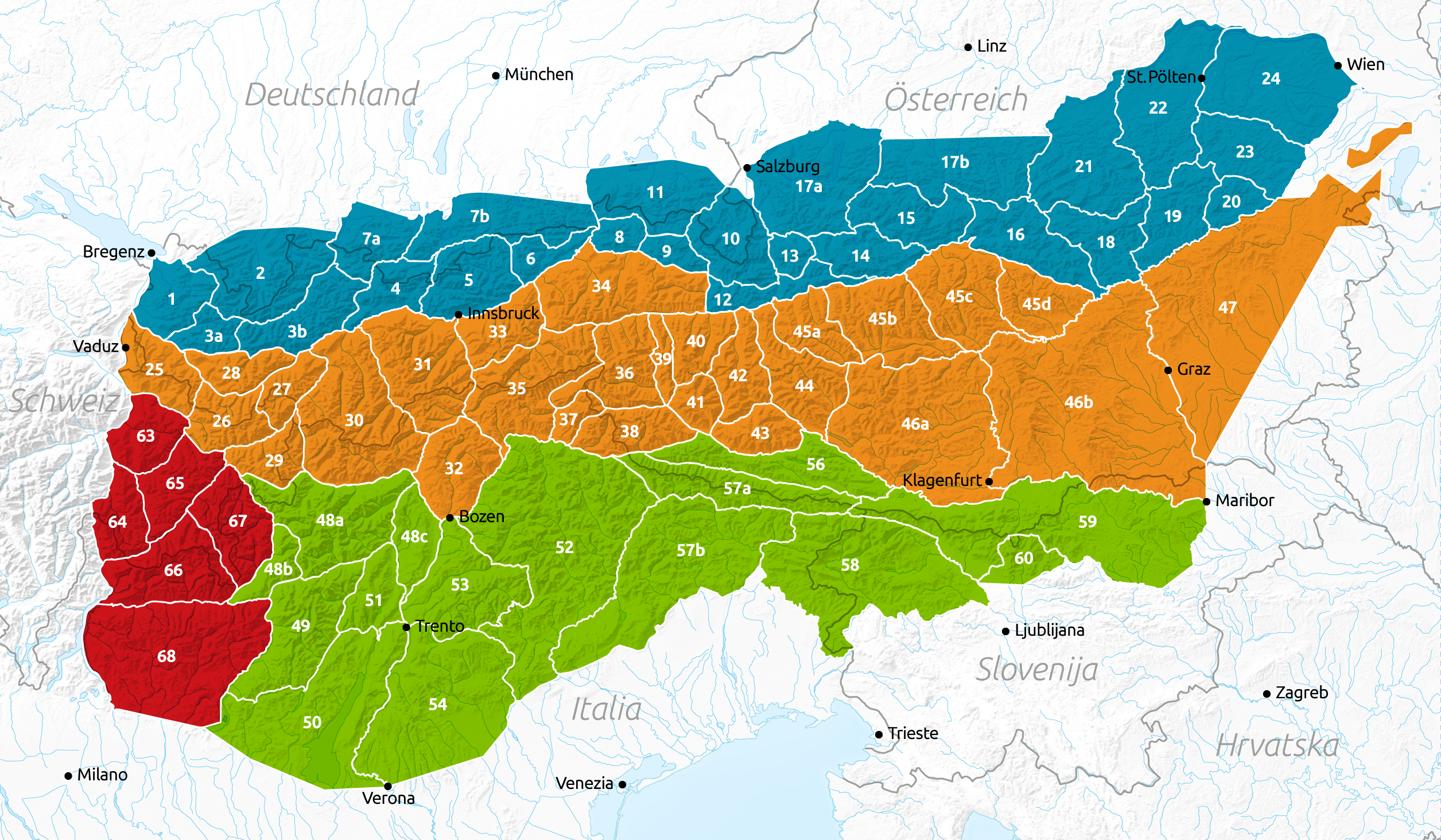
Le Caravanche insieme alle Pohorje secondo l'AVE sono individuate dal numero 59.

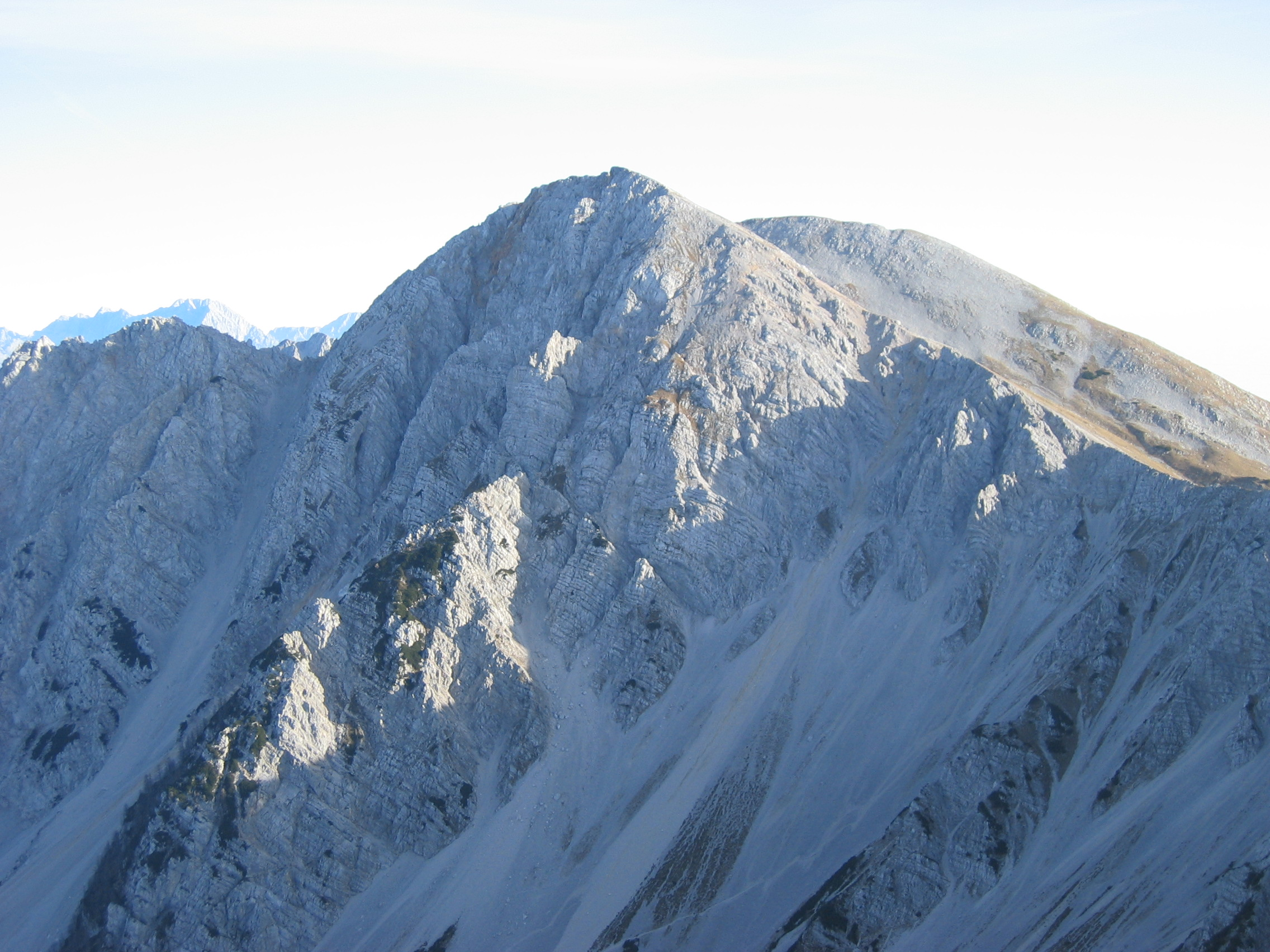
L'Hochstuhl.

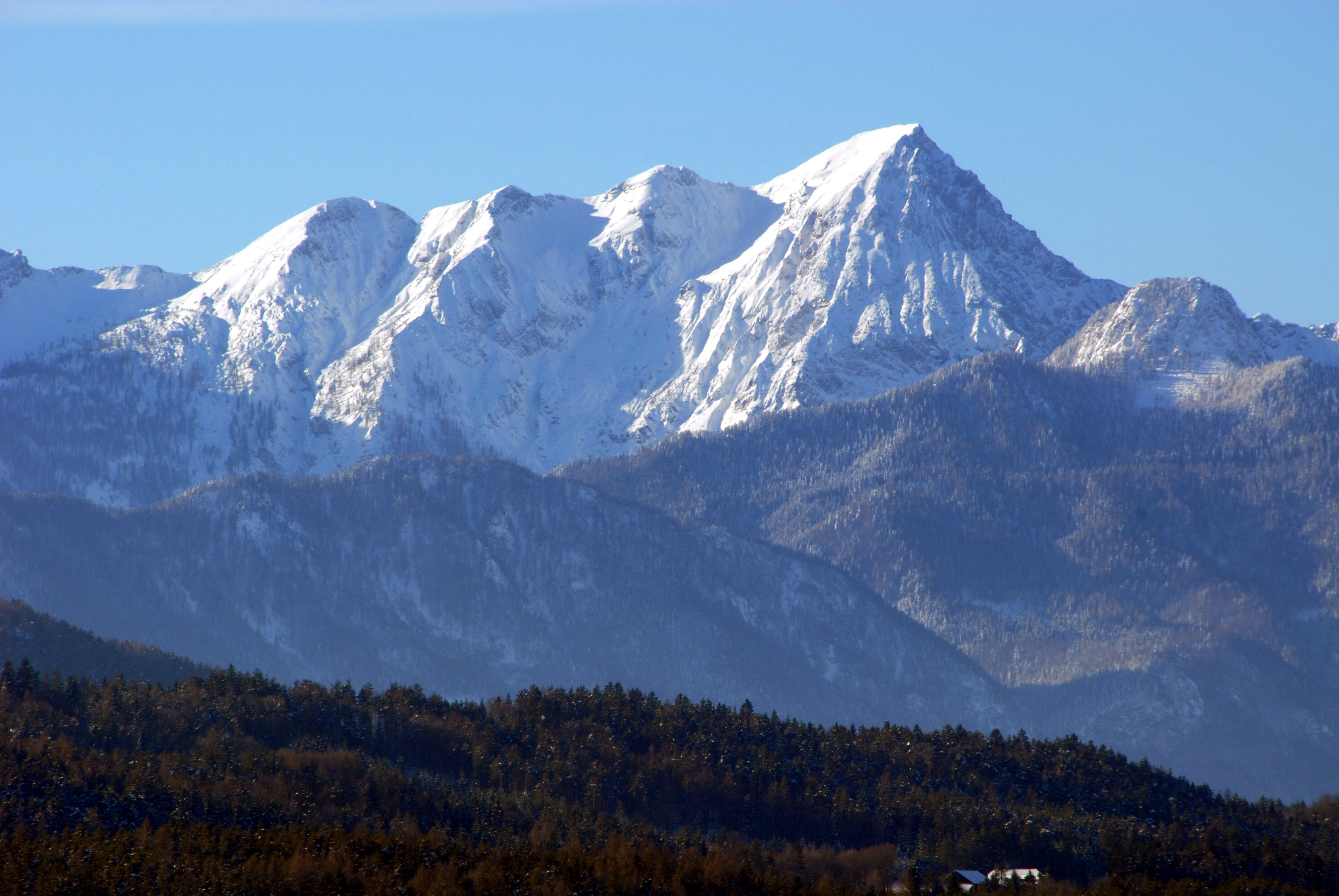
Mittagskogel

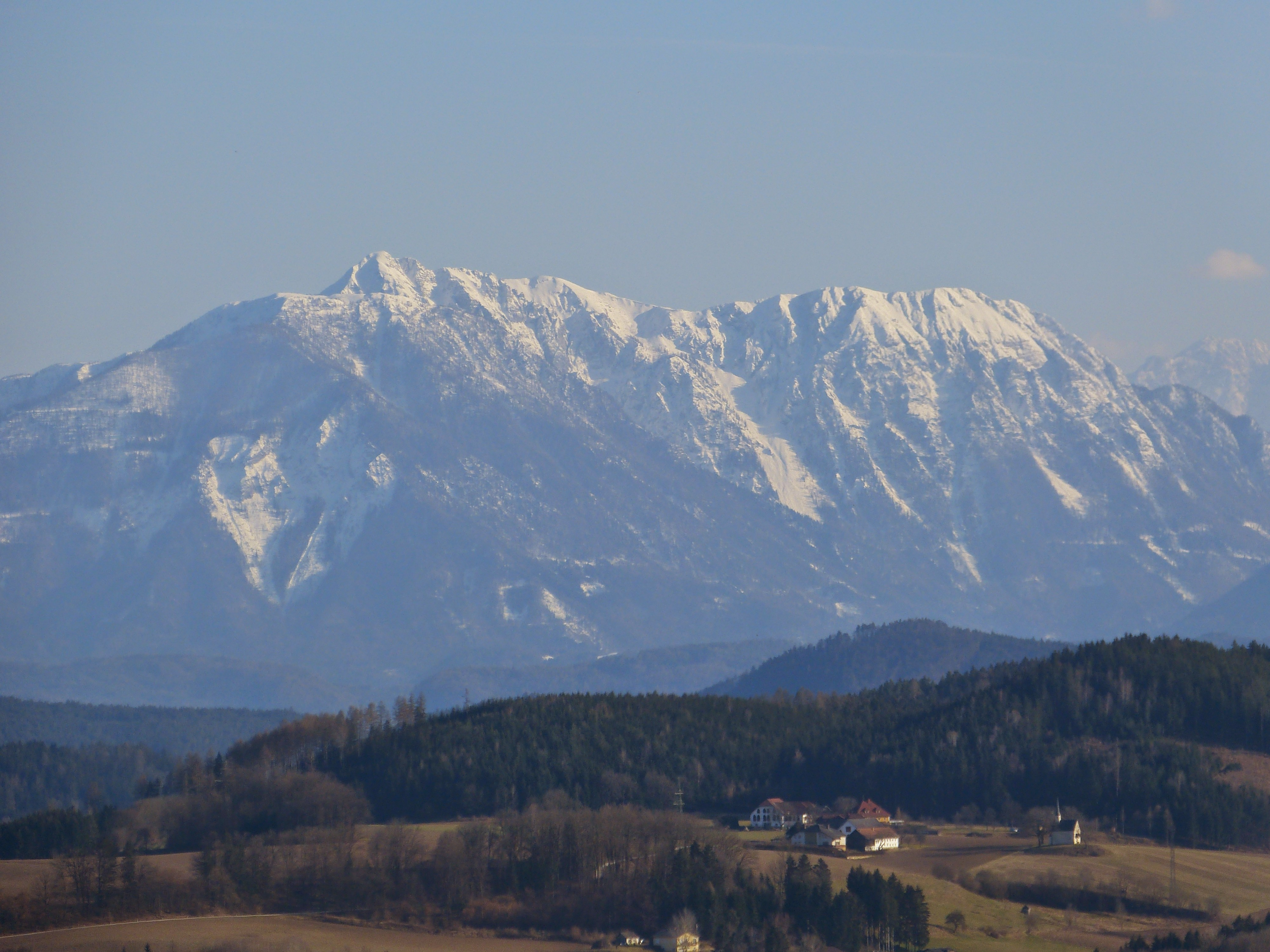
Hochobir

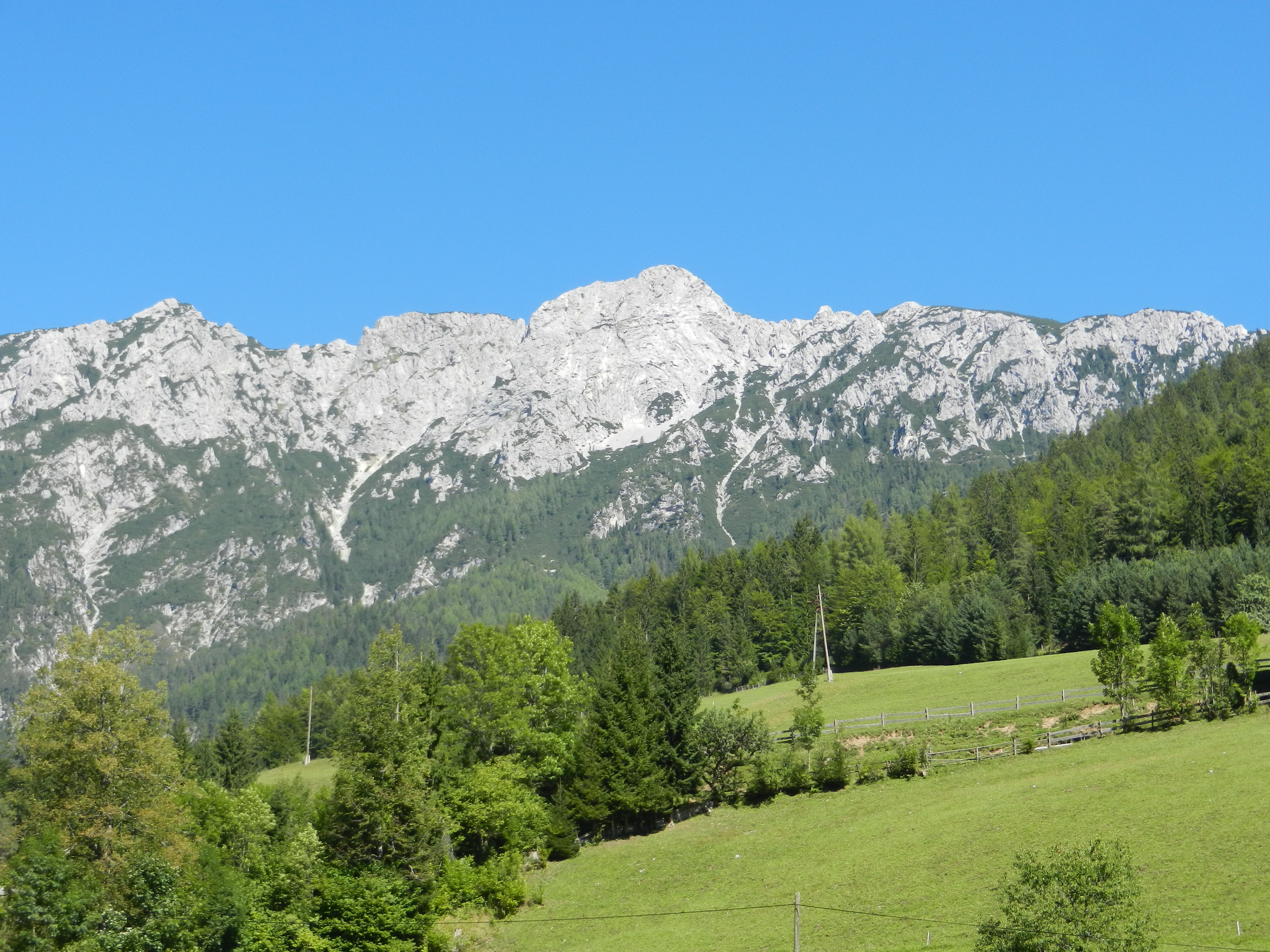
Petzen

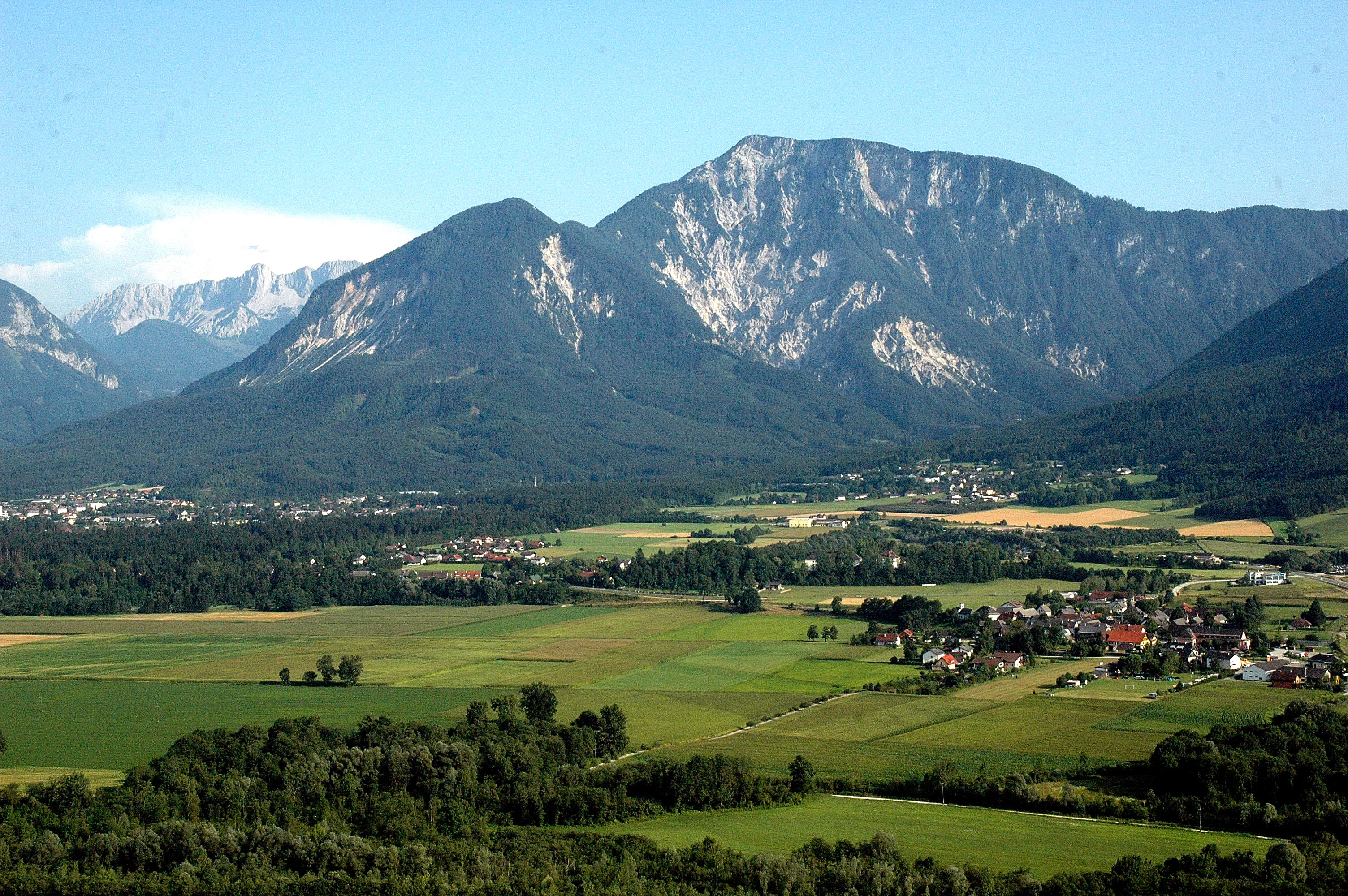
Ferlacher Horn

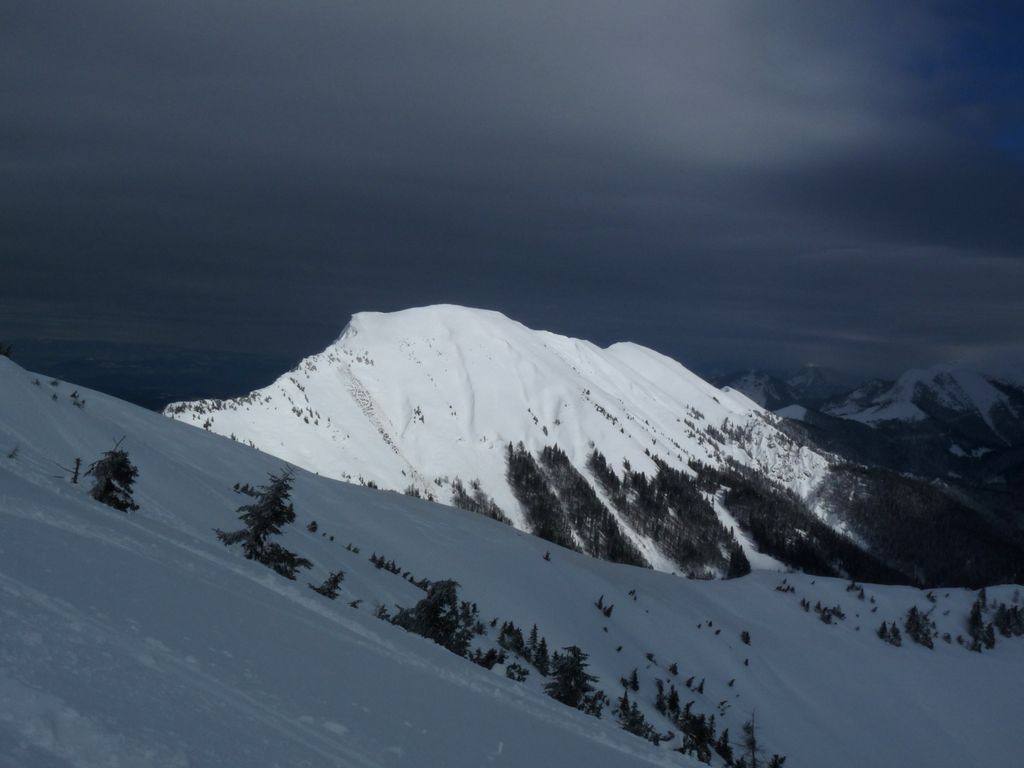
Golica

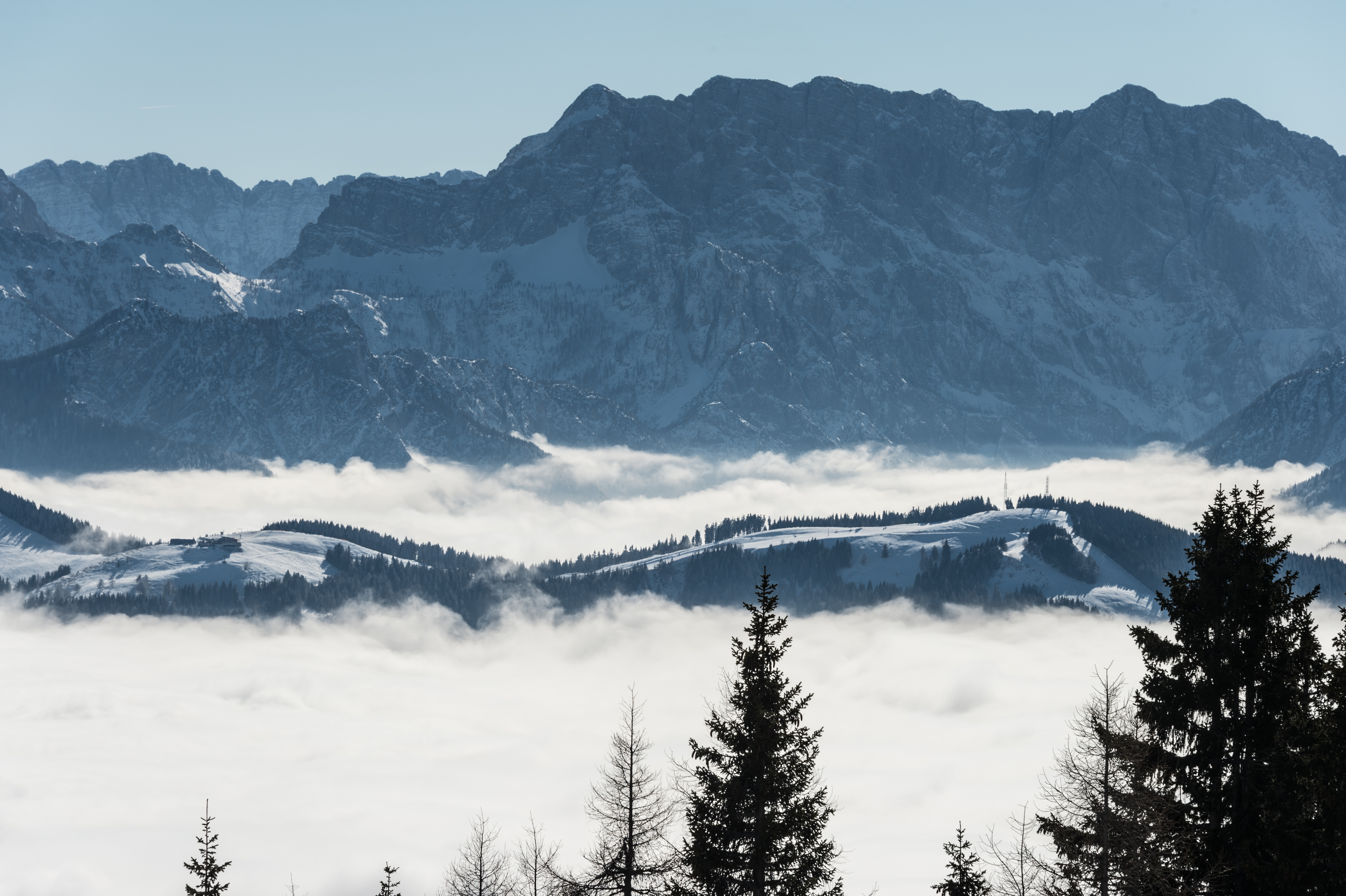
Gipfel des Ofen

La Partizione delle Alpi definisce la sezione n. 26 detta Caravanche-Bacher. Tale sezione ha dimensioni maggiori della sottosezione della SOIUSA, detta Caravanche. Comprende anche le Alpi di Kamnik e della Savinja e le Prealpi Slovene nord-orientali. L'AVE definisce il gruppo n. 59 detto Caravanche e Pohorje. La SOIUSA, avendo istituito la sezione alpina delle Prealpi Slovene, definisce le Caravanche in modo più restrittivo. Nel dettaglio le vede come sottosezione alpina con la seguente classificazione:
- Grande parte = Alpi Orientali
- Grande settore = Alpi Sud-orientali
- Sezione = Alpi di Carinzia e di Slovenia
- Sottosezione = Caravanche
- Codice = II/C-35.I

## Delimitazioni
Mentre a nord si stemperano nella piana di Klagenfurt, le Caravanche confinano: 
- a nord-est con le Prealpi Slovene nord-orientali (nelle Prealpi Slovene) e separate dal passo Reht;
- a sud-est con le Alpi di Kamnik e della Savinja (nella stessa sezione alpina) e separate da cinque valichi alpini;
- a sud-ovest con le Alpi Giulie (nelle Alpi e Prealpi Giulie) e separate dal passo di Ratece;
- ad ovest con le Alpi Carniche (nelle Alpi Carniche e della Gail) e separate dal corso del fiume Slizza;
- a nord-ovest con le Alpi della Gail (nelle Alpi Carniche e della Gail) e separate dal corso del fiume Gail.

## Suddivisione
Secondo la SOIUSA le Caravanche si suddividono in tre supergruppi, dieci gruppi ed undici sottogruppi:
- Caravanche Occidentali (A)[3]
  - Gruppo della Kepa (A.1)
    - Dorsale Peč-Blekova (A.1.a)
    - Dorsale Lepi vrh-Trupejevo Poldne-Malosko Poldne (A.1.b)
    - Dorsale Visoki Kurji vrh (A.1.c)
    - Dorsale della Kepa (A.1.d)

  - Gruppo della Golica (A.2)
  - Gruppo dello Stol (A.3)
    - Dorsale dello Stol (A.3.a)
    - Costiera della Dobrča (A.3.b)

  - Gruppo della Košuta (A.4)
    - Dorsale della Košuta (A.4.a)
    - Dorsale Plešivec-Virnikov Grintovec-Pristovški Storžič (A.4.b)
    - Dorsale Javorniki-Stegovnik (A.4.c)
- Caravanche Settentrionali (B)[4]
  - Gruppo Psinjski vrh-Žingarica (B.5)
  - Gruppo Grlovec-Setiče (B.6)
    - Dorsale del Grlovec (B.6.a)
    - Dorsale del Setiče (B.6.b)

  - Gruppo dell'Hochobir (B.7)
- Caravanche Orientali (C)[5]
  - Gruppo dell'Olševa (C.8)
  - Gruppo della Peca (C.9)
  - Gruppo dell'Uršlja (C.10)

## Vette
Le cime più importanti sono:
| nome in tedesco | nome in sloveno | nome in italiano | altezza (m) |
| --------------- | --------------- | ---------------- | ----------- |
| Hochstuhl       | Veliki Stol     |                  | 2 236       |
| Wertatscha      | Vrtača          |                  | 2 180       |
| Mittagskogel    | Kepa            |                  | 2 143       |
| Hochobir        | Ojstrc          |                  | 2 139       |
| Koschuta        | Košuta          |                  | 2 133       |
| Petzen          | Peca            |                  | 2 113       |
|                 | Begunjščica     |                  | 2 063       |
| Ouschewa        | Olševa          |                  | 1 929       |
| Freiberg        | Setiče          |                  | 1 923       |
| Ferlacher Horn  | Grlovec         |                  | 1 840       |
| Kahlkogel       | Golica          |                  | 1 835       |
| Mojstrovica     |                 |                  | 1 815       |
| Hahnkogel       | Klek            |                  | 1 754       |
| Singerberg      | Žingarica       |                  | 1 589       |
|                 | Korošica        |                  | 1 554       |
| Gipfel des Ofen | Peč             | Monte Forno      | 1 508       |